# 창 (맥주)

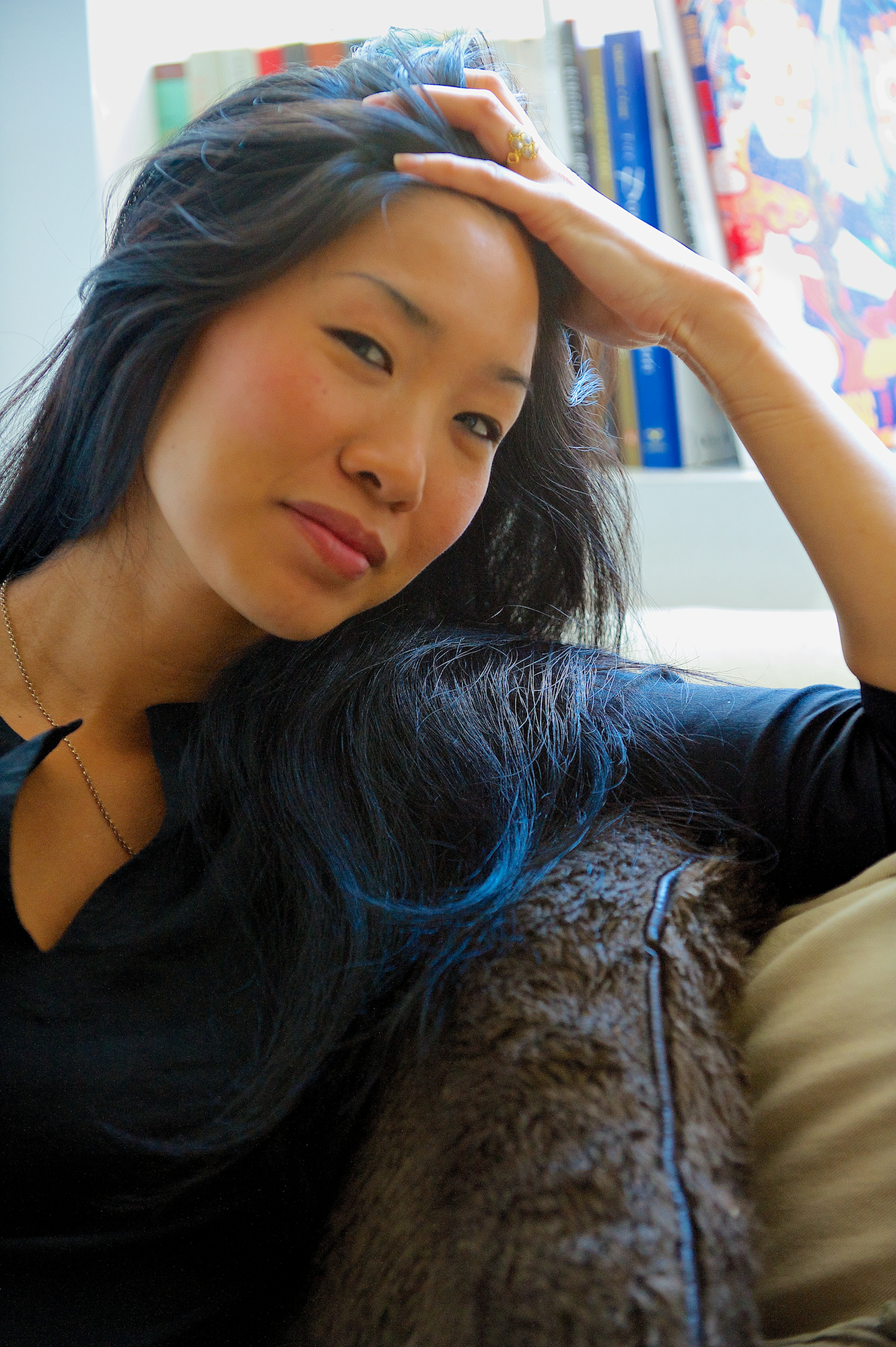
창

창(태국어: ช้าง, 영어: Chang)은 태국의 타이 비버리지가 제조하는 맥주 브랜드이다. 창은 태국어로 코끼리를 의미하며, 로고 또한 코끼리이다. 필스너 타입의 맥주이다.  도수는 6.4%로 라거 맥주로는 도수가 다소 높다. 그러나 수출용으로 알코올 농도를 5%로 한 것도 있다.